# REM de l'Est
Le REM de l'Est était un projet d'expansion vers l'est du Réseau express métropolitain (REM), le réseau de métro léger qui dessert la région métropolitaine de Montréal, Québec, Canada. Annoncé le 15 décembre 2020, le système aurait été construit par CDPQ Infra, l'investisseur institutionnel chargé du REM original et une filiale de la Caisse de dépôt et placement du Québec (CDPQ).
Estimé à 10 milliards de dollars, le REM de l'Est aurait vastement étendu le réseau de transport rapide de l'Est de l'île de Montréal, un secteur généralement jugé mal desservi par le transport en commun. Son système automatisé de métro rapide aurait lié le centre-ville à Pointe-aux-Trembles, sur la pointe est de l'île, et à Montréal-Nord, dans le nord-est. Bien qu'un sondage ait indiqué un appui local significatif au projet, ce dernier s'est fait critiquer de manière importante pour son usage majoritaire de rails aériens — en particulier sur une portion du boulevard René-Lévesque —, lesquels ont suscité des craintes de défiguration et de fragmentation urbaines ainsi que de pollution sonore,. Le 2 mai 2022, les gouvernements québécois et montréalais ont renoncé au tronçon centre-ville du réseau, menant CDPQ Infra à se retirer du projet.
Le REM de l'Est a immédiatement été remplacé par le Projet structurant de l'Est (PSE), un projet dorénavant mené par l'Autorité régionale de transport métropolitain (ARTM). Bien qu'il ait longtemps continué d'être appelé "REM de l'Est" dans les médias, le PSE s'est nettement distancié de son prédécesseur jusqu'à devenir un projet de réseau de tramway,.

## Tracé
Le tracé du REM du l'Est, tel qu'il était planifié au moment de l'abandon du projet, comptait 23 stations réparties sur deux antennes et un tronc commun. La première antenne se serait rendue jusqu'au Cégep Marie-Victorin, dans Montréal-Nord, et la seconde, à Pointe-aux-Trembles. À ce tracé officiel s'ajoutait une station «potentielle», Viauville.

### Tronc commun
Le tronc commun aurait compté 8 stations, excluant la station potentielle de Viauville. Toutes auraient été en élévation, sauf Robert-Bourassa.
1. Robert-Bourassa
2. Saint-Laurent
3. Labelle
4. Cartier
5. Dufresne
6. Davidson
7. Pie-IX Sud
8. Saint-Clément

### Antenne Cégep Marie-Victorin
L'antenne Cégep Marie-Victorin aurait compté 8 stations, dont les 7 dernières auraient été souterraines.
1. Assomption
2. Hôpital Maisonneuve-Rosemont
3. Saint-Zotique
4. Lacordaire
5. Saint-Léonard
6. Couture
7. Montréal-Nord
8. Cégep Marie-Victorin

### Antenne Pointe-aux-Trembles
L'antenne Cégep Marie-Victorin aurait compté 7 stations, toutes en élévation.
1. Haig
2. Souligny
3. Pierre-Bernard
4. Saint-Jean-Baptiste
5. Tricentenaire
6. Rousselière
7. Pointe-aux-Trembles

## Matériel roulant
Le REM de l'Est aurait utilisé un système automatisé de type GoA4, sans conducteur à l'avant.